# St. Libory (Illinois)
St. Libory – wieś w Stanach Zjednoczonych, w stanie Illinois, w hrabstwie St. Clair.